# Pentti Larvo
Pentti Karl Isak Larvo (Urjala, 22 december 1906 – Stockholm, 1 mei 1954) was een voetballer uit Finland, die speelde als aanvaller gedurende zijn carrière voor HPS Helsinki. Hij overleed op 47-jarige leeftijd in de Zweedse hoofdstad Stockholm.

## Interlandcarrière
Larvo speelde in totaal 31 interlands voor de nationale ploeg van Finland in de periode 1928–1936, en scoorde vier keer. Hij vertegenwoordigde zijn vaderland bij de Olympische Spelen van 1936 in Berlijn, Duitsland, waar Finland in de eerste ronde werd uitgeschakeld na een 7-3 nederlaag tegen Peru. Larvo nam in dat duel Finlands derde en laatste treffer voor zijn rekening, Ernst Grönlund en William Kanerva waren de andere doelpuntenmakers.

## Erelijst
HPS Helsinki
- Landskampioen

1929, 1932, 1934, 1935